# Unterseeboot 151 (1917)
L’Unterseeboot 151 (Seiner Majestät Unterseeboot 151 ou SM U-151) est un sous-marin allemand de type U 151 de la Kaiserliche Marine.

## Histoire
Le bateau est destiné à être utilisé comme sous-marin marchand sous le nom d'U Oldenburg. Avant même l'entrée en guerre des États-Unis dans la Première Guerre mondiale, la conversion en croiseur sous-marin a lieu le 15 février 1917 conformément à l'ordre de guerre « P ». Il est conçu comme un bateau à deux coques et a une tenue en mer relativement bonne mais de mauvaises caractéristiques de plongée.
Le premier commandant est le lieutenant-commandant Waldemar Kophamel du 21 juillet au 26 décembre 1917. Sous son commandement, l'U 151 parcourt 12 000 nmi et coule 12 navires pour un tonnage d'environ 29 000 tonneaux de jauge brute. Le 19 septembre 1917, l'U 151 fait sa première victime, le voilier français de 3 104 tonneaux de jauge brute Blanche, dans l'océan Atlantique. Le 2 ou le 12 octobre 1917 (les sources diffèrent), il entre en collision avec le navire-leurre de la Royal Navy HMS Begonia dans l'océan Atlantique, au large de Casablanca, coulant le Begonia. Le 20 novembre 1917, l'U 151 capture le navire à vapeur Johan Mjelde et le saborde le 26 novembre après avoir transféré 22 tonnes de sa cargaison de cuivre.
Le croiseur sous-marin entreprend son deuxième voyage opérationnel sous les ordres du lieutenant-commandant Heinrich von Nostitz und Jänckendorff depuis Kiel le 18 avril 1918. L'U 151 est le premier sous-marin allemand à opérer au large des côtes nord-américaines. Il arrive au large des côtes américaines le 21 mai. Il pose des mines navales au large des baies de Chesapeake et du Delaware, puis commence la guerre des croiseurs dans la zone maritime New York-Virginie. Le 25 mai, il arrête trois goélettes américaines au large de la Virginie, fait prisonniers leurs équipages et coule les trois navires par des coups de feu.
Le 2 juin 1918, connu par certains historiens sous le nom de "Dimanche noir", l'U 151 coule six navires américains et en endommage un autre au large des côtes du New Jersey en l'espace de quelques heures. Le lendemain, le pétrolier Herbert L. Pratt heurte une mine précédemment posée par l'U 151 dans la région, mais le Pratt est ensuite récupéré. Treize personnes sont mortes dans les sept naufrages, leur mort étant causée par le chavirage d'un canot de sauvetage du SS Carolina.
Le 9 juin 1918, l'U 151 arrête le cargo norvégien Vindeggen au large du cap Hatteras, en Caroline du Nord. Des charges de sabordage sont installées à bord, puis il est escorté hors de la voie de navigation sous la direction d'un équipage de prise. Von Nostitz transfère 70 tonnes de lingots de cuivre du Vindeggen vers l'U 151. Le 14 juin, l'U 151 coule la barque norvégienne Samoa, parti de Walvis Bay, dans le sud-ouest de l'Afrique, vers Perth Amboy, dans le New Jersey, avec une cargaison de minerai de cuivre, par des tirs d'artillerie à 90 nmi au large de la côte de Virginie. Il n'y a pas de victimes. Le 18 juin, l'U 151 coule le navire à vapeur SS Dwinsk, puis flâne près des canots de sauvetage de Dwinsk dans l'espoir que davantage de navires alliés seraient attirés vers eux. Grâce à cette ruse, il lance des torpilles sur le croiseur auxiliaire et transport de troupes de l'US Navy USS Von Steuben, mais le rate et est chargé en profondeur par le Von Steuben. Le 28 juin, l'U 151 captura le SS Dictator et fait son équipage prisonnier de guerre.
Au cours des 94 jours de l'opération, parcourant une distance de 10 915 nmi, 23 navires, totalisant 61 000 tonnes, sont coulés ; quatre autres coulent à cause des mines. Les câbles sous-marins entre New York et la Nouvelle-Écosse et entre New York et Colón, au Panama sont coupés. L'U 151 revint à Kiel le 20 juillet 1918.
En raison de travaux de maintenance, l'U 151 est de nouveau opérationnel qu'en octobre 1918. Il sort le 17 octobre, mais est rappelé au bout de trois jours et n'est plus utilisé dans les dernières semaines de la guerre jusqu'à l'armistice du 11 novembre.
Le 24 novembre 1918, l'U 151 est livré à la France comme butin de guerre et y est coulé le 7 juin 1921 comme navire cible au large de Cherbourg.